# Miskolc (delregion)
Miskolc var en delregion i provinsen Borsod-Abaúj-Zemplén i nordöstra Ungern. Till delregionen hörde staden Miskolc som är den tredje största i Ungern efter Debrecen och rikets huvudstad Budapest.
Delregionen Miskolc var den folkrikaste i provinsen med 267 582 invånare 2009, vilket motsvarar 1058 per kvm, och var den näst folkrikaste i Ungern förutom Budapest.
Andra större städer i delregionen var Sajószentpéter, Felsőzsolca, Alsózsolca, Emőd och Nyékládháza.

## Städer
| Alacska       | Alsózsolca       | Arnót           | Berzék        | Bőcs        |
| Bükkaranyos   | Bükkszentkereszt | Emőd            | Felsőzsolca   | Gesztely    |
| Harsány       | Hernádkak        | Hernádnémeti    | Kisgyőr       | Kistokaj    |
| Kondó         | Köröm            | Mályi           | Miskolc       | Muhi        |
| Nyékládháza   | Onga             | Ónod            | Parasznya     | Radostyán   |
| Répáshuta     | Sajóbábony       | Sajóecseg       | Sajóhídvég    | Sajókápolna |
| Sajókeresztúr | Sajólád          | Sajólászlófalva | Sajópálfala   | Sajópetri   |
| Sajósenye     | Sajószentpéter   | Sajóvámos       | Szirmabesenyő | Varbó       |